# Leptagrion bocainense
Leptagrion bocainense är en trollsländeart som beskrevs av Santos 1979. Leptagrion bocainense ingår i släktet Leptagrion och familjen dammflicksländor. Inga underarter finns listade i Catalogue of Life.